# ستيف باركلي
ستيف باركلي (بالإنجليزية: Steve Barclay)‏ (و. 1918 – 1994 م) هو ممثل، من الولايات المتحدة الأمريكية، ولد في بالتيمور، ماريلاند، توفي في روما، عن عمر يناهز 76 عاماً.

## وصلات خارجية
- ستيف باركلي على موقع IMDb (الإنجليزية)
- ستيف باركلي على موقع ألو سيني (الفرنسية)
- ستيف باركلي على موقع أول موفي (الإنجليزية)
- ستيف باركلي على موقع أول موفي (الإنجليزية)
- ستيف باركلي على موقع قاعدة بيانات الأفلام السويدية (السويدية)
- ستيف باركلي على موقع قاعدة بيانات الفيلم (الإنجليزية)
- ستيف باركلي على موقع كينوبويسك (الروسية)